# Orbea Continental/Saison 2011
Dieser Artikel listet Erfolge und Mannschaft des Radsportteams Orbea Continental in der Saison 2011 auf.

## Erfolge in der UCI Europe Tour
In den Rennen der Saison 2011 der UCI Europe Tour gelangen die nachstehenden Erfolge.
| Datum      | Rennen                                | Kat. | Fahrer         |
| ---------- | ------------------------------------- | ---- | -------------- |
| 25. März   | 1. Etappe Grande Prémio da Costa Azul | 2.2  | Jon Aberasturi |
| 1. Mai     | 4. Etappe Vuelta a Asturias           | 2.1  | Víctor Cabedo  |
| 1. Oktober | 2. Etappe Cinturó de l’Empordà        | 2.2  | Ricardo García |

## Zugänge – Abgänge
| Zugänge        | Team 2010 | Abgänge                        | Team 2011         |
| -------------- | --------- | ------------------------------ | ----------------- |
| Aritz Bagües   | Neoprofi  | Jon Izaguirre                  | Euskaltel-Euskadi |
| Pello Bilbao   | Neoprofi  | Mikel Landa                    | Euskaltel-Euskadi |
| Mikel Bizkarra | Neoprofi  | Mikel Ilundain                 | Unbekannt         |
| Víctor Cabedo  | Neoprofi  | Pello Bilbao (bis 28. Februar) | Euskaltel-Euskadi |
|                |           | Joseba Larralde (bis 31. Juli) | Unbekannt         |

## Mannschaft
| Name             | Geburtstag        | Nationalität |
| ---------------- | ----------------- | ------------ |
| Jon Aberasturi   | 28. März 1989     | Spanien      |
| Aritz Bagües     | 19. August 1989   | Spanien      |
| Mikel Bizkarra   | 21. August 1989   | Spanien      |
| Andoni Blázquez  | 10. Juli 1987     | Spanien      |
| Víctor Cabedo    | 15. Juni 1989     | Spanien      |
| Aritz Etxebarría | 3. November 1988  | Spanien      |
| Ricardo García   | 26. Februar 1988  | Spanien      |
| Noel Martín      | 20. November 1989 | Spanien      |
| Adrián Sáez      | 17. März 1986     | Spanien      |
| Beñat Urain      | 26. Juni 1988     | Spanien      |
| Xabier Zabalo    | 2. September 1987 | Spanien      |

## Platzierungen in UCI-Ranglisten
UCI Europe Tour 2011
|      | Fahrer         | Punkte |
| ---- | -------------- | ------ |
| 249. | Ricardo García | 62     |
| 352. | Víctor Cabedo  | 45     |
| 373. | Jon Aberasturi | 42     |
| 488. | Adrián Sáez    | 30     |